# Агдам
Агда́м (азерб. Ağdam) — город в Азербайджане, административный центр Агдамского района.
В ходе Первой карабахской войны 23 июля 1993 года город был захвачен армянскими вооружёнными формированиями.
20 ноября 2020 года, по условиям соглашения, завершившего Вторую карабахскую войну, контроль Азербайджана над Агдамом и Агдамским районом был восстановлен.
По свидетельствам очевидцев, за годы армянской оккупации город был превращён в руины.
В июле 2023 года 20 ноября установлено в качестве дня города Агдам.

## Топонимика
Название, по мнению Карла Гана, происходит от азербайджанского (в источнике — «от татарского») «аг» — «белый» и «дам» — «дом». Это название произошло от расположенной в городе резиденции правителя Карабахского ханства Панах Али-хана «Имарат», покрашенной белой известью.

## География
Агдам расположен в 26 км от Ханкенди, в 365 км от Баку у восточного подножия Карабахского хребта, на окраине Карабахской равнины.

## Климат
| Показатель                    | Янв. | Фев. | Март | Апр. | Май  | Июнь | Июль | Авг. | Сен. | Окт. | Нояб. | Дек. | Год  |
| ----------------------------- | ---- | ---- | ---- | ---- | ---- | ---- | ---- | ---- | ---- | ---- | ----- | ---- | ---- |
| Средний суточный максимум, °C | 6,2  | 7,0  | 11,2 | 18,6 | 23,1 | 27,8 | 31,3 | 30,1 | 25,9 | 19,1 | 13,0  | 8,6  | 18,4 |
| Средняя температура, °C       | 2,3  | 2,8  | 6,1  | 12,3 | 16,1 | 20,4 | 24,6 | 23,3 | 18,6 | 13,5 | 8,2   | 4,1  | 12,6 |
| Средний суточный минимум, °C  | −0,9 | 0,0  | 3,2  | 8,9  | 13,5 | 17,8 | 21,2 | 20,0 | 16,4 | 10,6 | 5,8   | 1,5  | 9,8  |
| Норма осадков, мм             | 15   | 24   | 32   | 48   | 73   | 64   | 33   | 27   | 30   | 50   | 32    | 19   | 447  |
| Источник: World Climate       |      |      |      |      |      |      |      |      |      |      |       |      |      |

## История

### XVIII—XX века

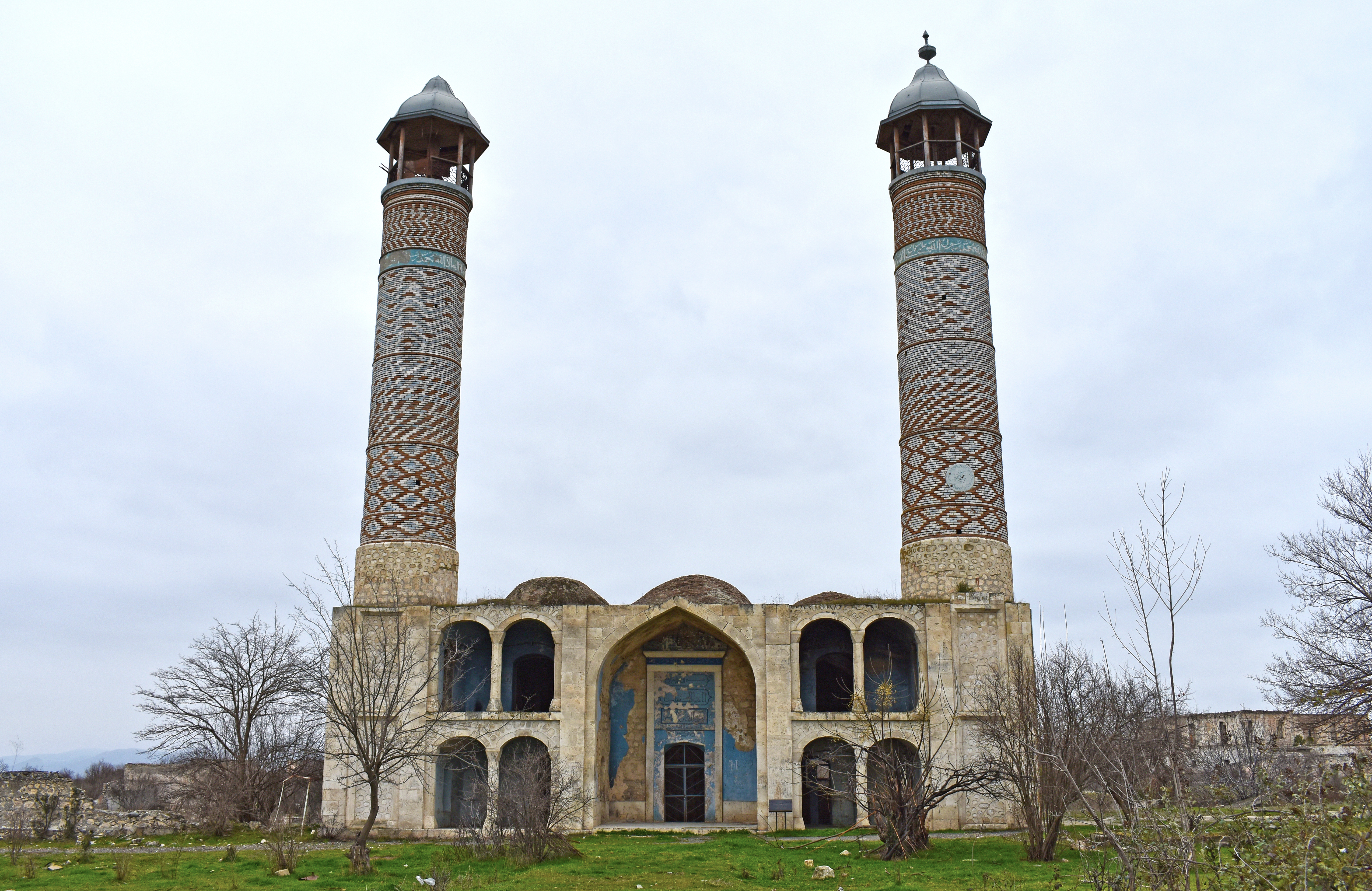
Агдамская мечеть в 2018 году. Мечеть была построена в 1868—1870 годы.

Агдам был основан в середине XVIII века.
В начале XIX века «татарская» (азербайджанская) деревня Агдамъ относилась к Карабахской провинции и ранее принадлежала в собственность «бывшему Хану карабагскому Мехти-Кули».
В 1828 году получил статус города Шушинского уезда Елисаветпольской губернии.
К 1902 году во всём Шушинском уезде было 463 винокуренных
завода, но самый крупный был находящийся в Агдаме завод армянина Хубларова. Большая часть продукции которого со станции Евлах отправлялась в другие города Кавказа, России и Европы.
По данным «Кавказского календаря» 1912 года, в Агдаме проживало 629 человек, в основном «татар» (азербайджанцев).
Согласно результатам Азербайджанской сельскохозяйственной переписи 1921 года, Агдам являлся центром одноимённого сельского общества Агдамского района Шушинского уезда Азербайджанской ССР с преобладающей национальностью — тюрки-азербайджанские (азербайджанцы).
В 1954—1956 годах на восточной окраине города проводились раскопки поселения эпохи средней бронзы.
Согласно Всесоюзной переписи населения СССР (1989), в Агдаме проживало более 28 тыс. человек.

### Период Азербайджанской ССР
В период Азербайджанской ССР в городе действовали маслосырзавод, консервный, метизно-фурнитурный и инструментальный заводы. На 1976 год действовало предприятие по переработке шёлка, ковроткацккая фабрика.
Действовали сельскохозяйственный техникум, техникум механизации сельского хозяйства, медицинское и музыкальное училища.
Действовало 7 общеобразовательных и одна восьмилетняя школы. Функционировали 2 школы рабочей молодёжи.
Функционировала железнодорожная станция.

#### Национальный состав населения
| Год переписи       | 1939           | 1959             | 1970             | 1979             |
| ------------------ | -------------- | ---------------- | ---------------- | ---------------- |
| азербайджанцы      | 8 953 (83,3 %) | ↗14 782 (92,0 %) | ↗20 202 (94,9 %) | ↗22 780 (97,0 %) |
| русские и украинцы | 979 (9,1 %)    | ↘579 (3,6 %)     | ↘433 (2,0 %)     | ↘298 (1,3 %)     |
| армяне             | 567 (5,3 %)    | ↘544 (3,4 %)     | ↘427 (2,0 %)     | ↘279 (1,2 %)     |
| другие             | 247 (2,3 %)    | 156 (1,0 %)      | 215 (1,0 %)      | 126 (0,5 %)      |
| всего              | 10 746         | 16 061           | 21 277           | 23 483           |

### Карабахский конфликт

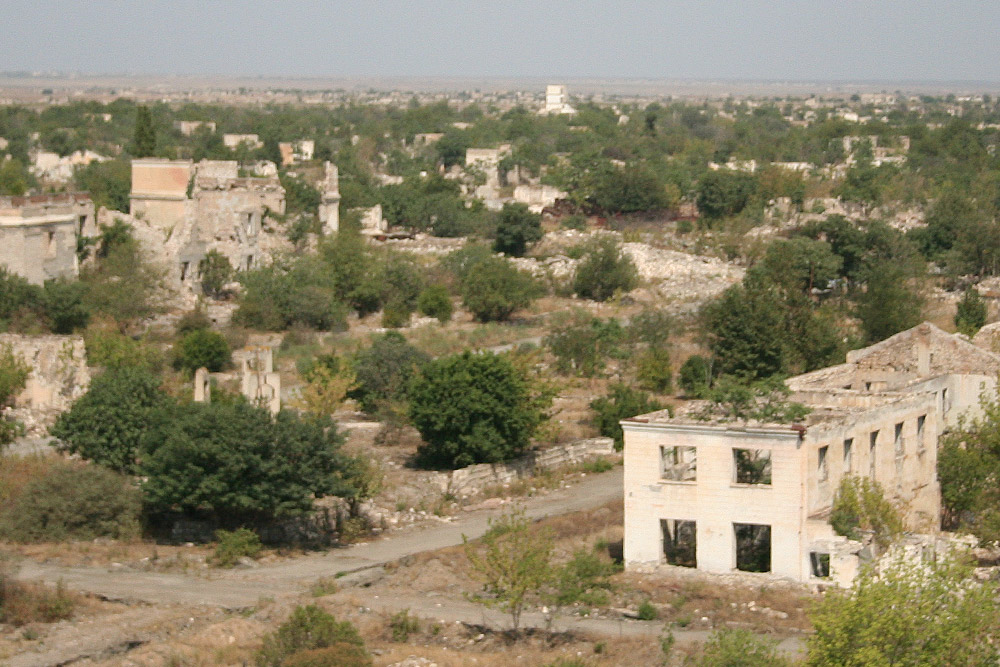
Руины Агдама в 2008 году

В начале 1988 года город получил известность на фоне выступлений армянского населения соседней НКАО с требованием отделения от Азербайджанской ССР, вызвавших крайне негативный отклик у их соседей-азербайджанцев. 22 февраля многочисленная толпа жителей Агдама направилась в Степанакерт — центр НКАО — для «наведения порядка». В районе населённого пункта Аскеран произошло их столкновение с милицейско-войсковыми кордонами, выставленными на пути их следования. В результате 50 человек получили телесные повреждения, два азербайджанца погибли, по крайней мере один из них — от руки милиционера-азербайджанца. Убитые стали первыми жертвами разворачивавшегося Карабахского конфликта.
В ходе Первой карабахской войны в начале июня 1993 года армянские силы начали наступление на Агдам с целью захвата города. К 5 июля город был практически окружён и подвергся интенсивному обстрелу из артиллерии и установок «Град», а 23 июля был взят армянскими силами. После захвата, как сообщают очевидцы, город подвергся разграблению, разрушению и пожарам. По сообщению правозащитной организации Human Rights Watch, ссылавшейся на анонимного западного дипломата, работавшего в Минской группе ОБСЕ, разрушение и разграбление Агдама было не результатом действий отдельных военнослужащих, а спланированной акцией карабахских властей. Совет Безопасности ООН принял 29 июля того же года резолюцию № 853, осуждающую захват Агдамского района, потребовав «незамедлительного прекращения всех военных действий и немедленного, полного и безоговорочного вывода участвующих в конфликте оккупационных сил из Агдамского района и всех других недавно оккупированных районов Азербайджана».
Утверждалось, что Агдам использовался азербайджанской стороной как база для артиллерийских обстрелов территории, контролировавшейся армянскими силами, однако в докладе председателя Минской группы указывалось, что захват Агдама нельзя оправдать с точки зрения самообороны: положение на фронте было таковым, что Агдам не представлял серьёзной опасности для Нагорного Карабаха.

### Межвоенный период

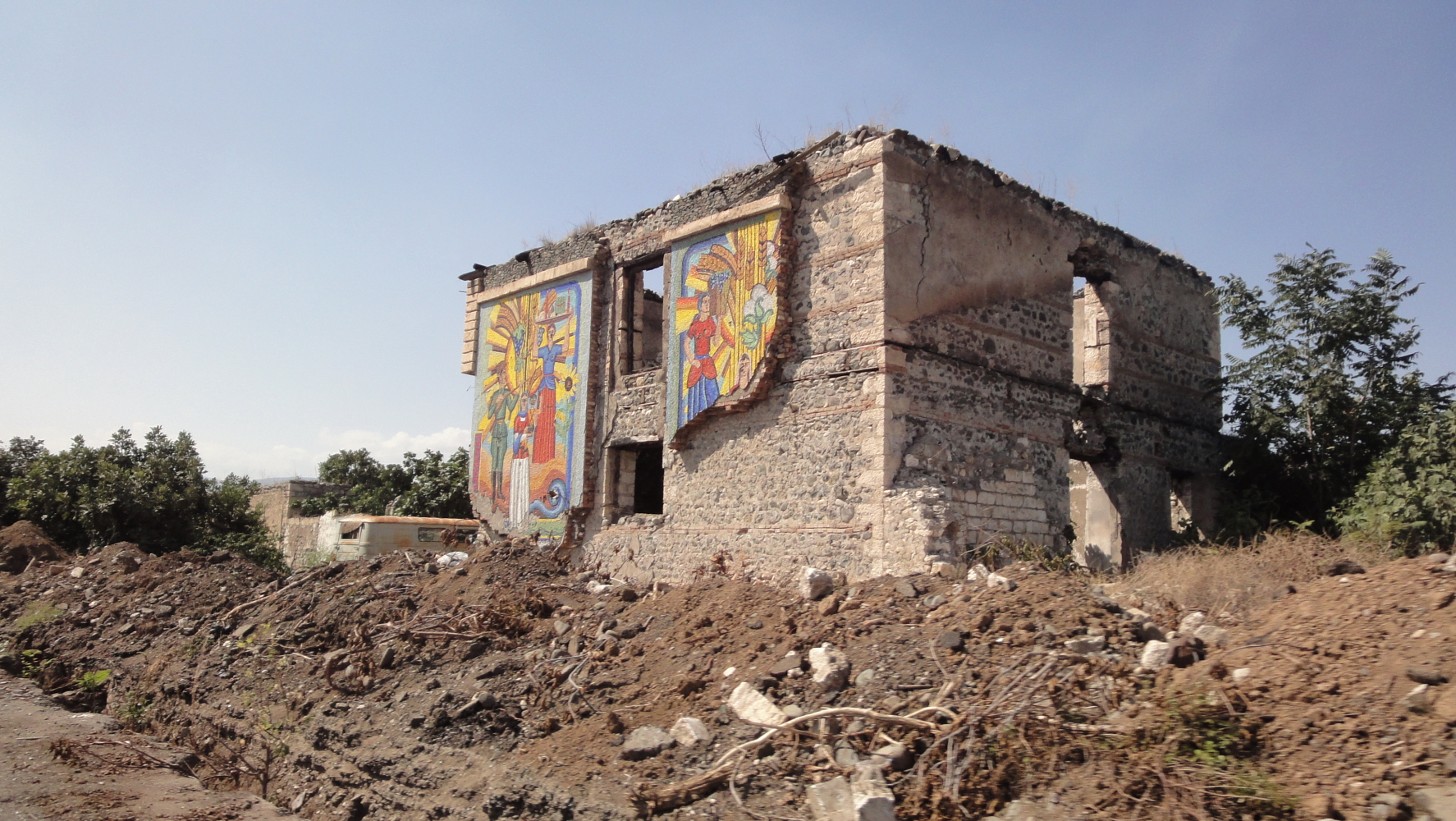
Разрушенное здание Музея хлеба в Агдаме

Том де Ваал в своей книге «Чёрный сад» пишет: «После того, как в 1993 году армяне захватили Агдам, они постепенно, улицу за улицей, дом за домом, разнесли город по кирпичику. Полуразрушенные дома заросли чертополохом и куманикой». Как отмечает Роберт Парсонс, город практически опустел. По свидетельствам очевидцев, разрушен весь город, за исключением большой мечети в центре города (построена в 1868—1870 годах архитектором Кербалаи Сефи-ханом Карабаги). Итальянский журналист Джузеппе Дидонна писал, что «хотя город оставался за пределами активных боевых действий и здесь не была взорвана водородная бомба», он разрушен до основания, сравнён с землёй. Армянский активист Рубен Вардазарян назвал Агдам и семь районов «превратившимися в Чернобыль, где не осталось ни одного здания».
В 2008 году журнал Lonely Planet назвал Агдам «Кавказской Хиросимой». В 2010 году в интернет-издании «Аль-Джазиры» Агдам был назван «городом-призраком».
2 ноября 2010 года было объявлено о решении правительства непризнанной НКР присвоить Агдаму название Акна и включить его в состав города Аскеран. В этот период население Агдама составляло около 360 человек (армян).

### Вторая карабахская война

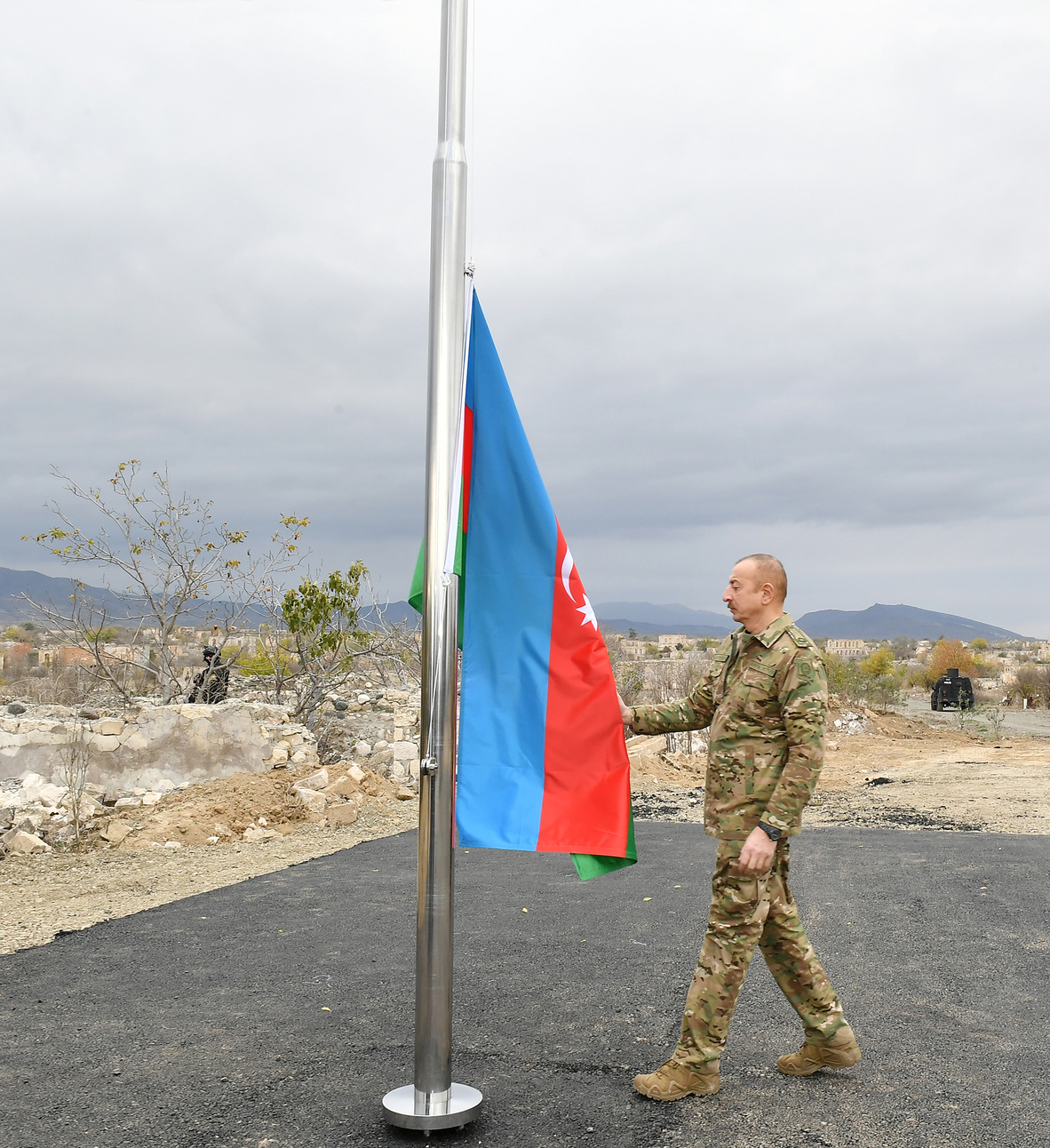
Президент Азербайджана Ильхам Алиев водружает флаг Азербайджана над Агдамом. 23 ноября 2020 года

Осенью 2020 года в Нагорном Карабахе возобновились боевые действия, в ходе которых вооружённые силы Азербайджана добились значительных успехов. 10 ноября главы Азербайджана, Армении и России подписали соглашение о прекращении огня, по условиям которого Армения, в частности, обязалась вернуть Азербайджану к 20 ноября 2020 года территорию Агдамского района.
20 ноября армия Азербайджана вступила на территорию района. 23 ноября президент Азербайджана Ильхам Алиев поднял в Агдаме флаг Азербайджанской Республики.

### Современный период
20 февраля 2025 года создан историко-архитектурный музейный комплекс «Имарет».

## Экономика

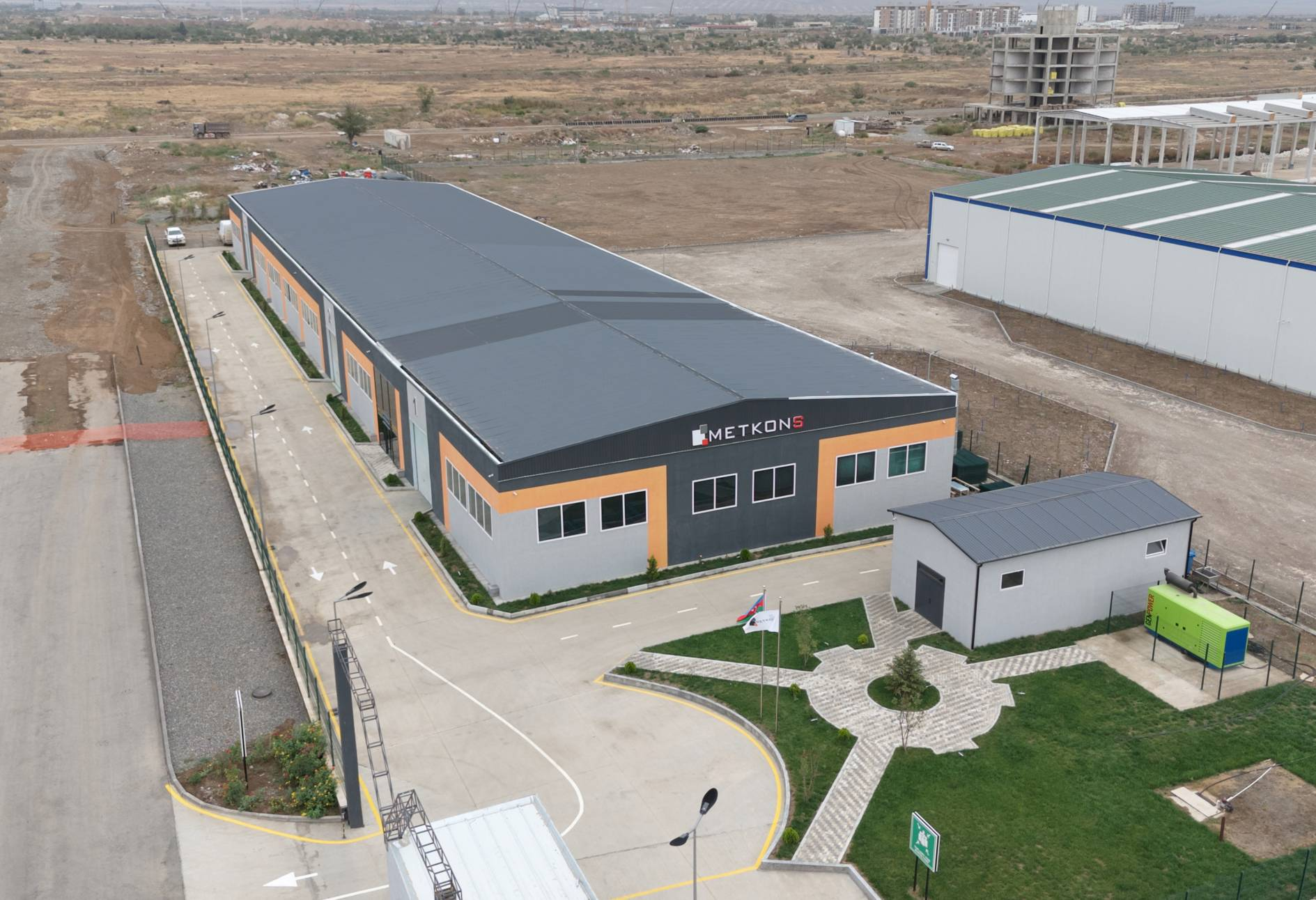
Агдамский промышленный парк. Сентябрь 2024 года

28 мая 2021 года создан Агдамский промышленный парк. В парке осуществляется производство строительных материалов, расфасовка сельскохозяйственной продукции, выпуск плодоовощных консервов, мясной и молочной продукции, производство и переработка кормов, удобрений, организация сфер обслуживания, холодильных камер. На сентябрь 2024 года в парке действует 33 предприятия. В парк инвестировано более 72 млн манат.

## Население
По «Кавказскому календарю» 1912 года в городе проживало 629 человек, в основном «татар» (азербайджанцев). 
На 1 января 1976 года население города составляло 22,1 тыс. чел.
В 1989 году в городе проживал 28 031 человек. По статистике 2010 года, в Агдаме проживало 360 человек.

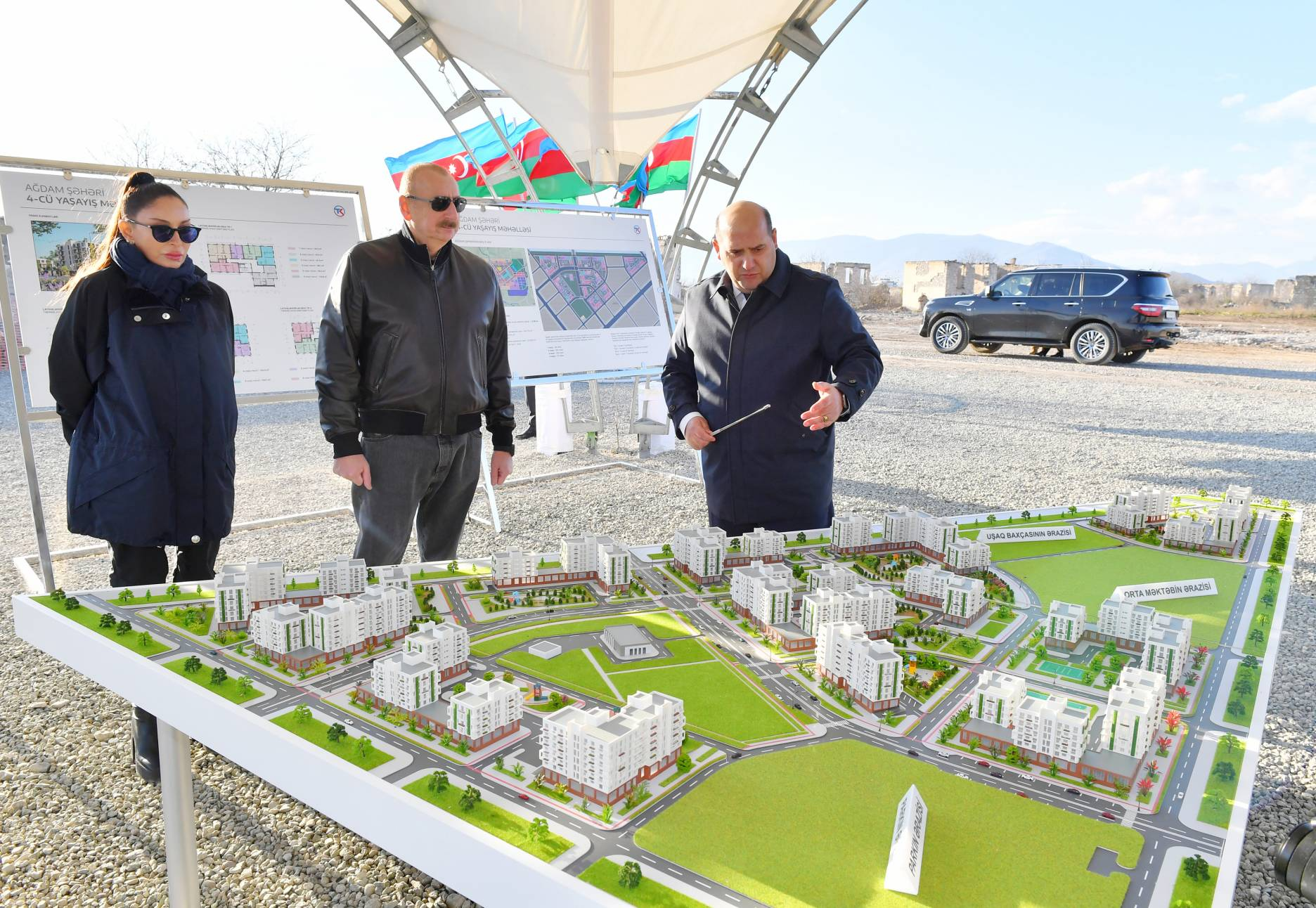
Макет четвёртого жилого комплекса г. Агдам

## Восстановительные работы
В мае 2021 года в городе начались восстановительные работы. 16 августа 2022 года утверждён генеральный план города.

### Транспорт
С первой половины 2021 года началось восстановление автомобильной и железной дороги Барда — Агдам. Началось восстановление железнодорожной ветки Агдам — Ханкенди.
24 декабря 2023 года сдана в эксплуатацию автомобильная дорога Барда — Агдам протяжённостью 44,5 км. Дорога охватывает более 20 населённых пунктов.
Ведётся строительство дорог внутри города. Общая протяжённость внутригородских дорог составит 191,1 километра.
10 мая 2025 года введён в строй железнодорожный и автовокзальный комплекс.

### Жилой сектор
Ведётся строительство второго жилого комплекса на 1268 квартир. Комплекс площадью 14 гектар расположен на центральной улице города. В комплексе 114 однокомнатных, 464 двухкомнатные, 536 трёхкомнатные, 154 четырёхкомнатные квартиры.
24 декабря 2023 года начато строительство четвёртого и пятого жилых комплексов. 
Пятый жилой комплекс будет состоять из 50 зданий, расположенных в 12 кварталах. 40 из них — многоквартирные жилые здания, 10 — нежилые помещения. Комплекс будет содержать 1074 квартиры (5 однокомнатных, 372 двухкомнатных, 443 трехкомнатных и 254 четырёхкомнатных). Территория комплекса составит 12 гектар. Комплекс рассчитан на 3205 человек. 
13 февраля 2022 года начато строительство жилого комплекса «Agdam Residence». Комплекс занимает площадь 1,55 гектар. В комплексе 11 блоков шестиэтажных зданий. На февраль 2025 года построено 6 зданий.
С мая 2021 года ведётся строительство Агдамской городской полной средней школы №1 на 960 ученических мест.

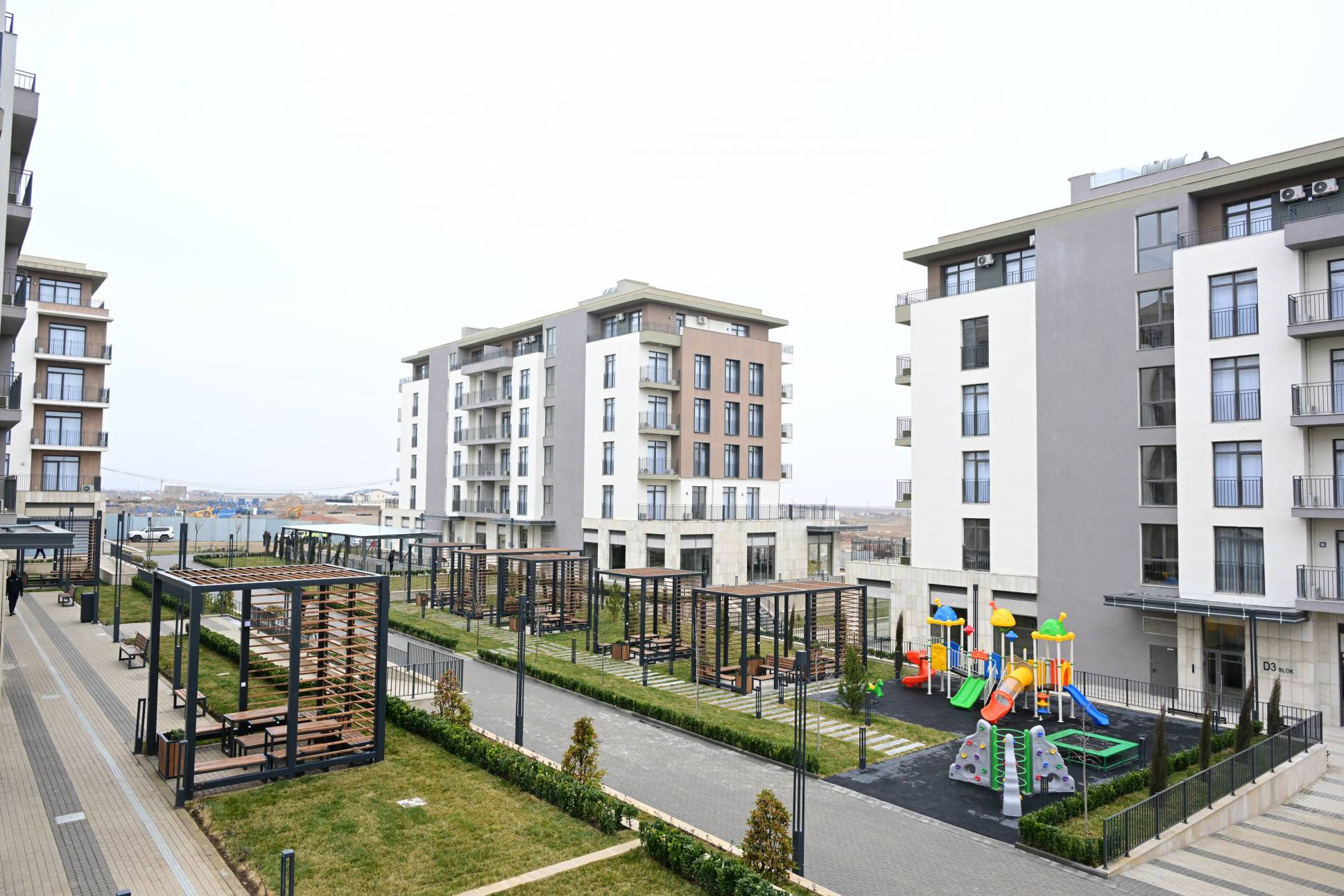
Жилой комплекс «Agdam Residence»
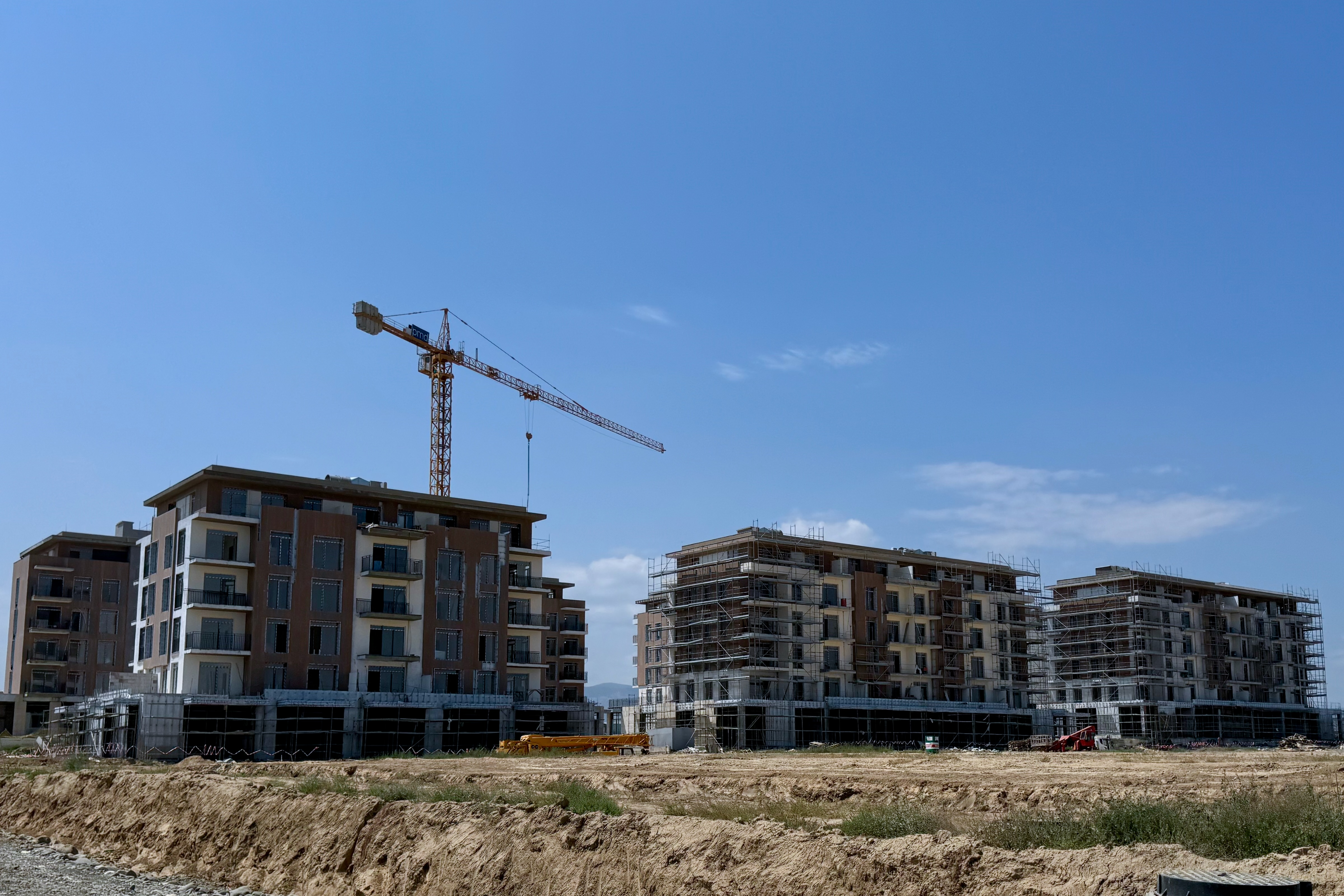
Строительство нового жилого комплекса (2024 г.)

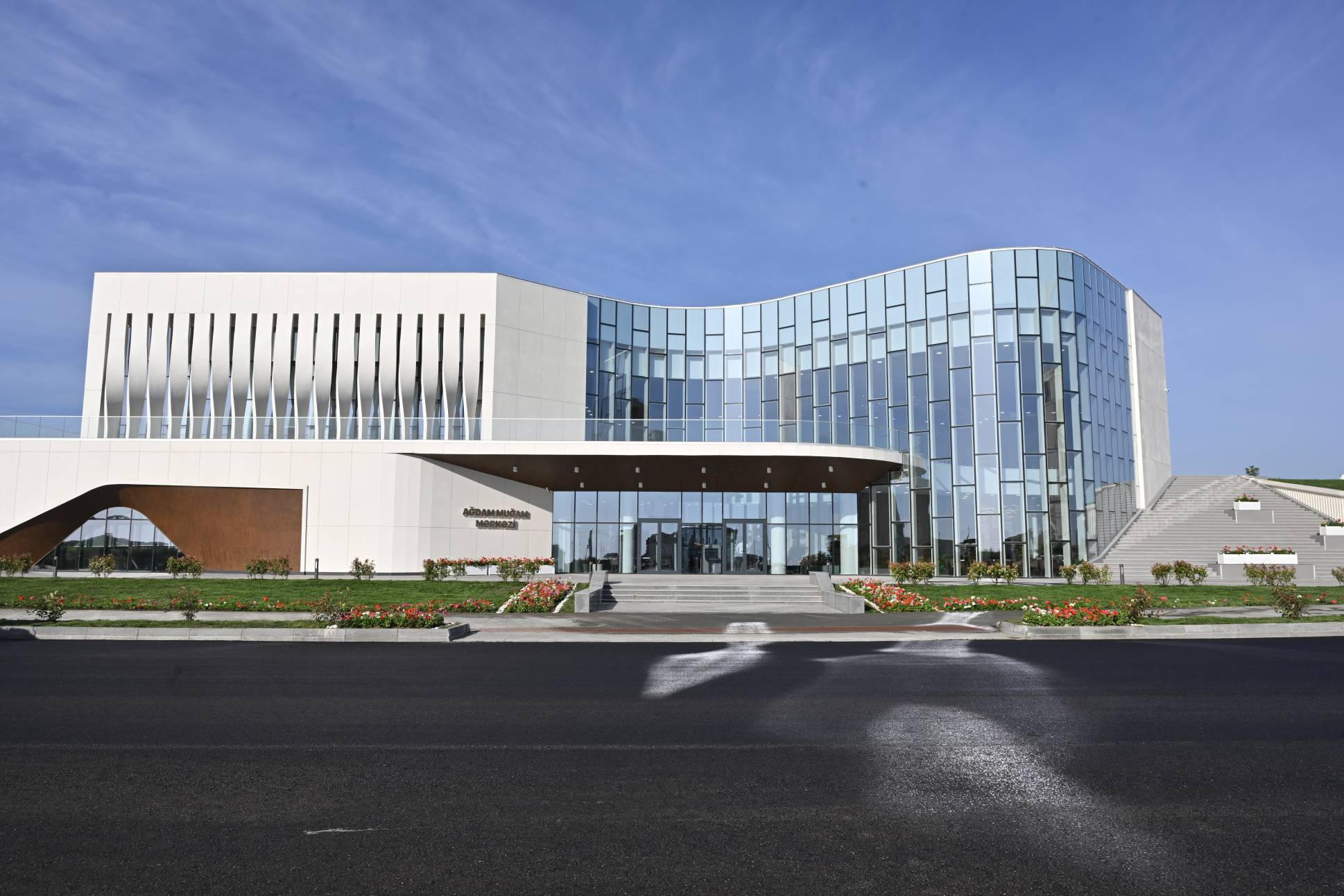
Агдамский центр мугама. Май 2025 года

### Туризм
Ведётся строительство отеля «Hilton Garden Inn». Отель состоит из трёх блоков — 2-х-этажного, шестиэтажного и семиэтажного зданий. Расположен недалеко от центра города. Всего в отеле 127 номеров.

### Объекты культуры
Планируется восстановление Чайного дома, сожжённого в 1993 году.
19 сентября 2024 года открыт после восстановления комплекс Имарет.
2 мая 2023 года начато строительство Агдамского центра мугама. 10 мая 2025 года центр был открыт. В центре действуют кинотеатр, библиотека, два танцевальных зала, концертный зал на 507 человек, выставочный зал, конференц-зал. Около центра построен открытый амфитеатр на 615 зрителей.

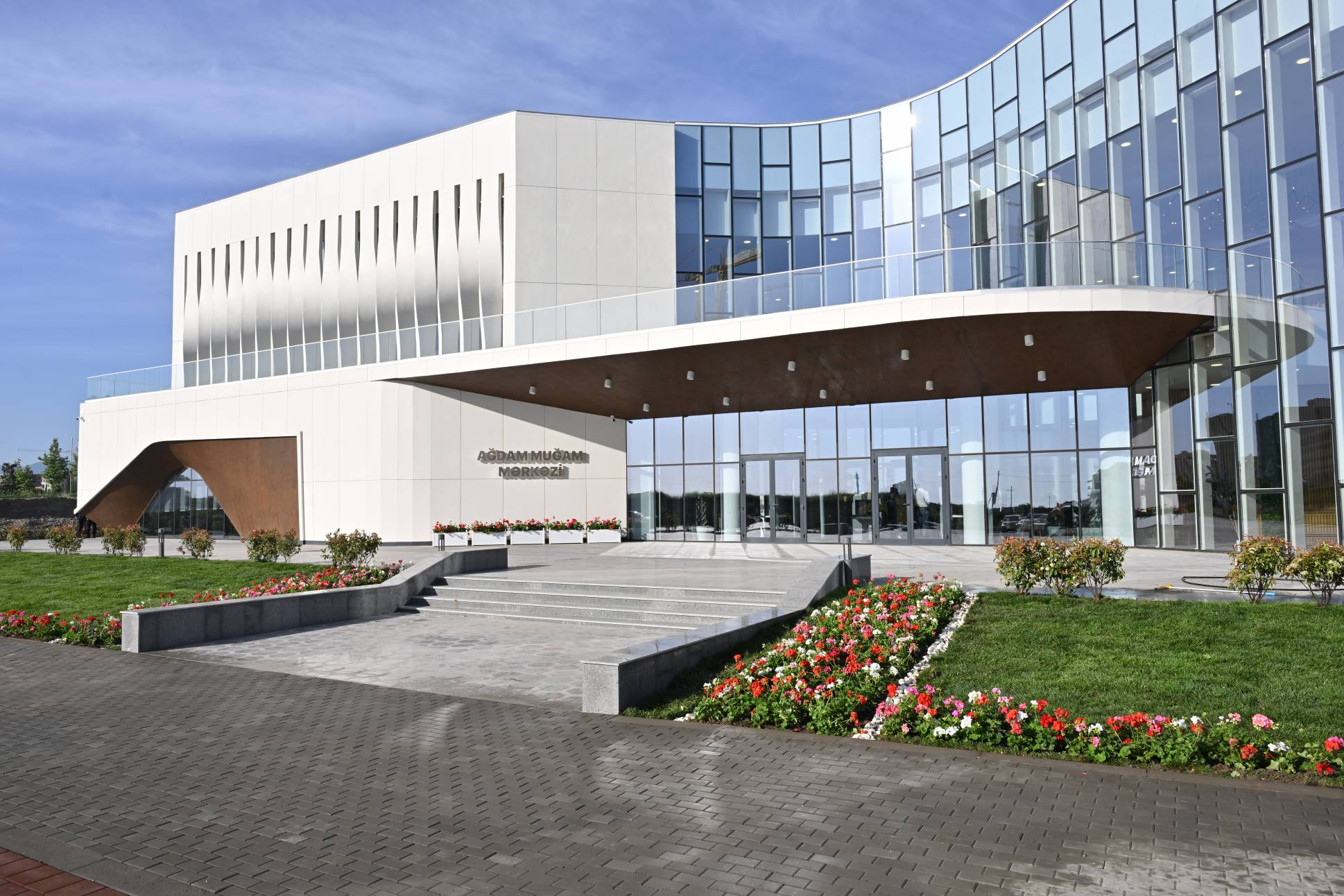
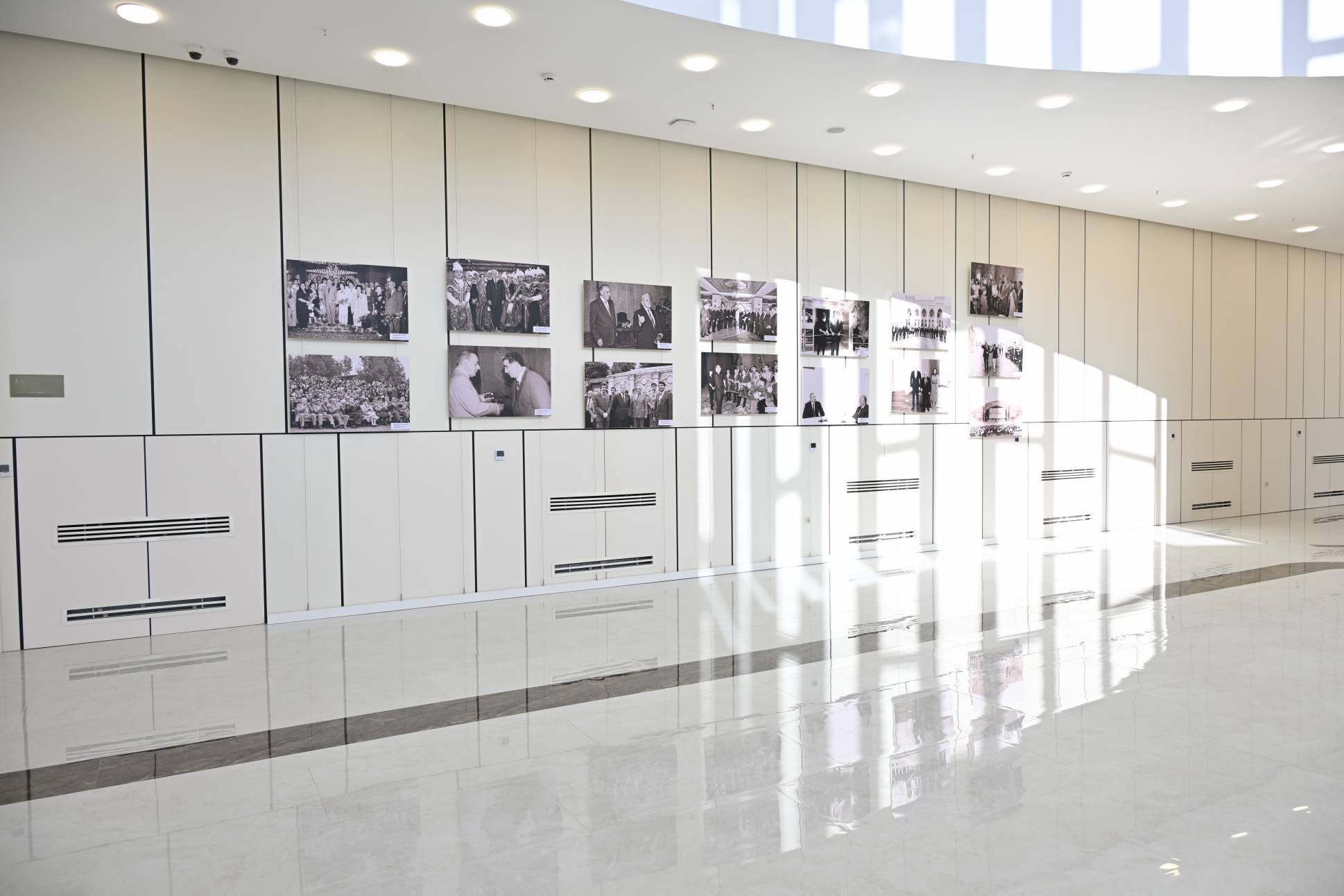
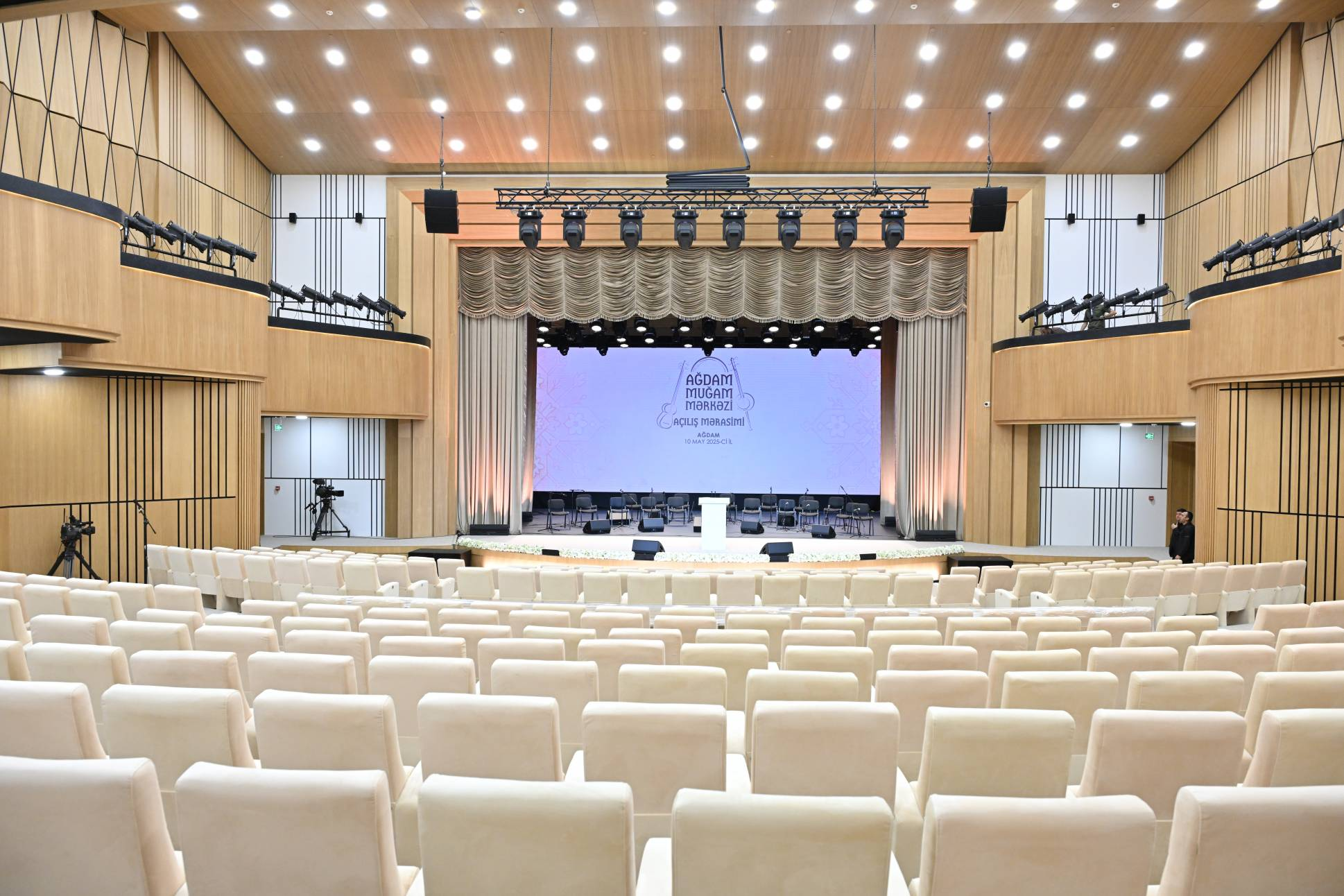
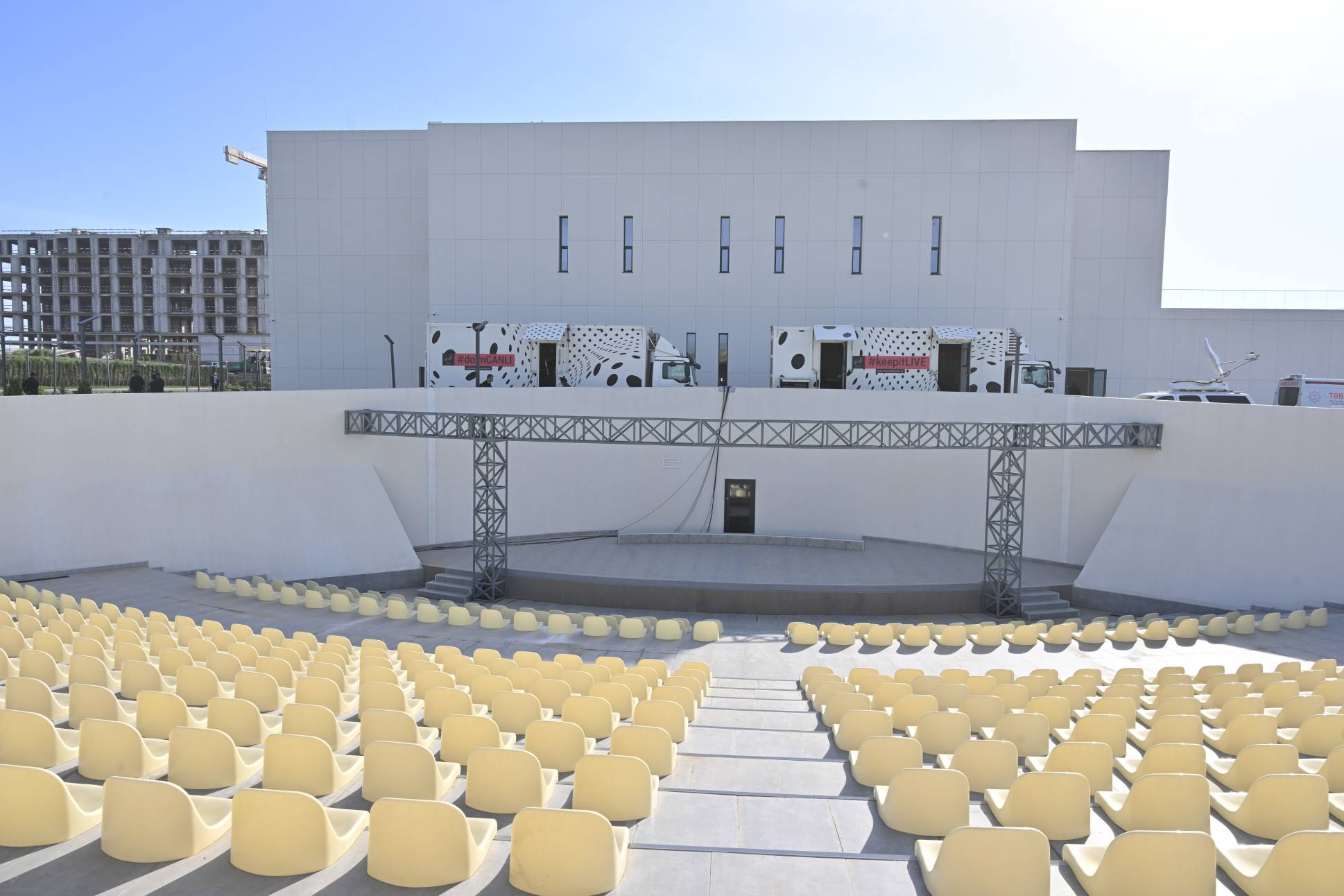

## Инфраструктура
18 июля 2025 года открыта Агдамская средняя школа №1.

## Культура
С 1937 по 1993 год (с перерывами) в городе функционировал Агдамский государственный драматический театр, ныне продолжающий деятельность в селе Кузанлы Агдамского района.
Важной частью музыкального наследия Агдама являлась традиционная музыка мугама; в городе располагалась школа агдамского мугама, где выступал ансамбль «Карабахские соловьи».

## Спорт
В городе имеется профессиональная футбольная команда ФК «Карабах» (Qarabağ FK), участвующая в Премьер-лиге Азербайджана.
Стадион «Имарет» был разрушен в ходе Карабахской войны. 19 сентября 2024 года начато строительство нового стадиона на площади 19,2 гектар на 11 700 зрителей. Стадион будет соответствовать требованиям УЕФА 4-й категории. Поле будет иметь натуральное газонное покрытие.

## Достопримечательности

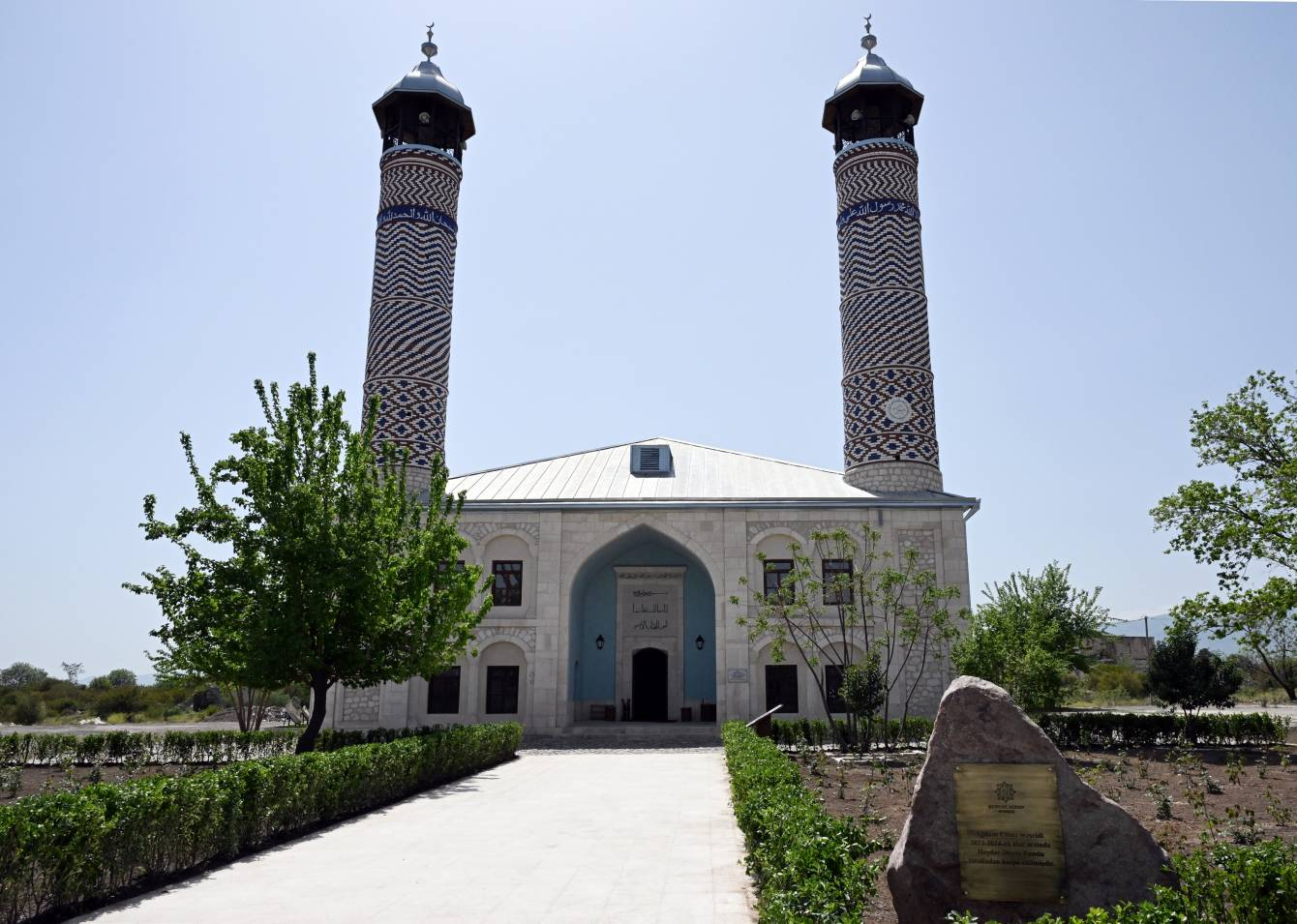
Агдамская мечеть после реставрации

- Агдамская мечеть — мечеть была построена в 1868—1870 годы.
- В Агдаме находился Музей хлеба, где, согласно сайту Министерства культуры и туризма Азербайджана, имелись экспонаты, относившиеся к античности и средневековью. Среди экспонатов были образцы окаменелых зёрен, виды редких злаковых, книги, связанные с земледелием, ценные рукописи, старинные орудия труда (плуг, обычная и зубчатая мотыга, ручная мельница) и другие[81].
- Дворец Панах Али-хана — был создан в XVIII веке.
- Поселение эпохи средней бронзы Узерлик-тепе

## Города-побратимы
- Венгрия — Тисавашвари[82].

## Галерея

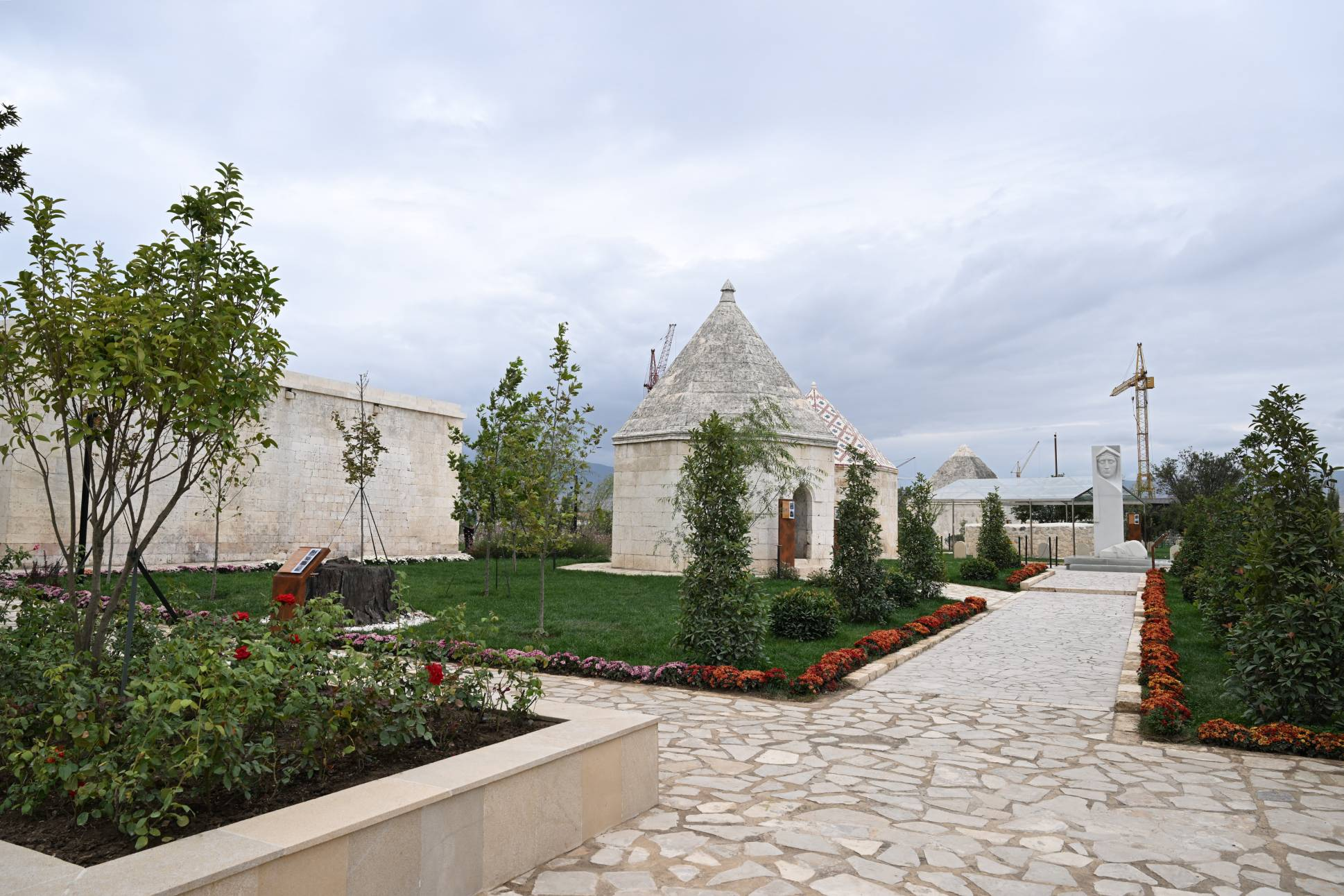
Комплекс «Имарет». Сентябрь 2024 года
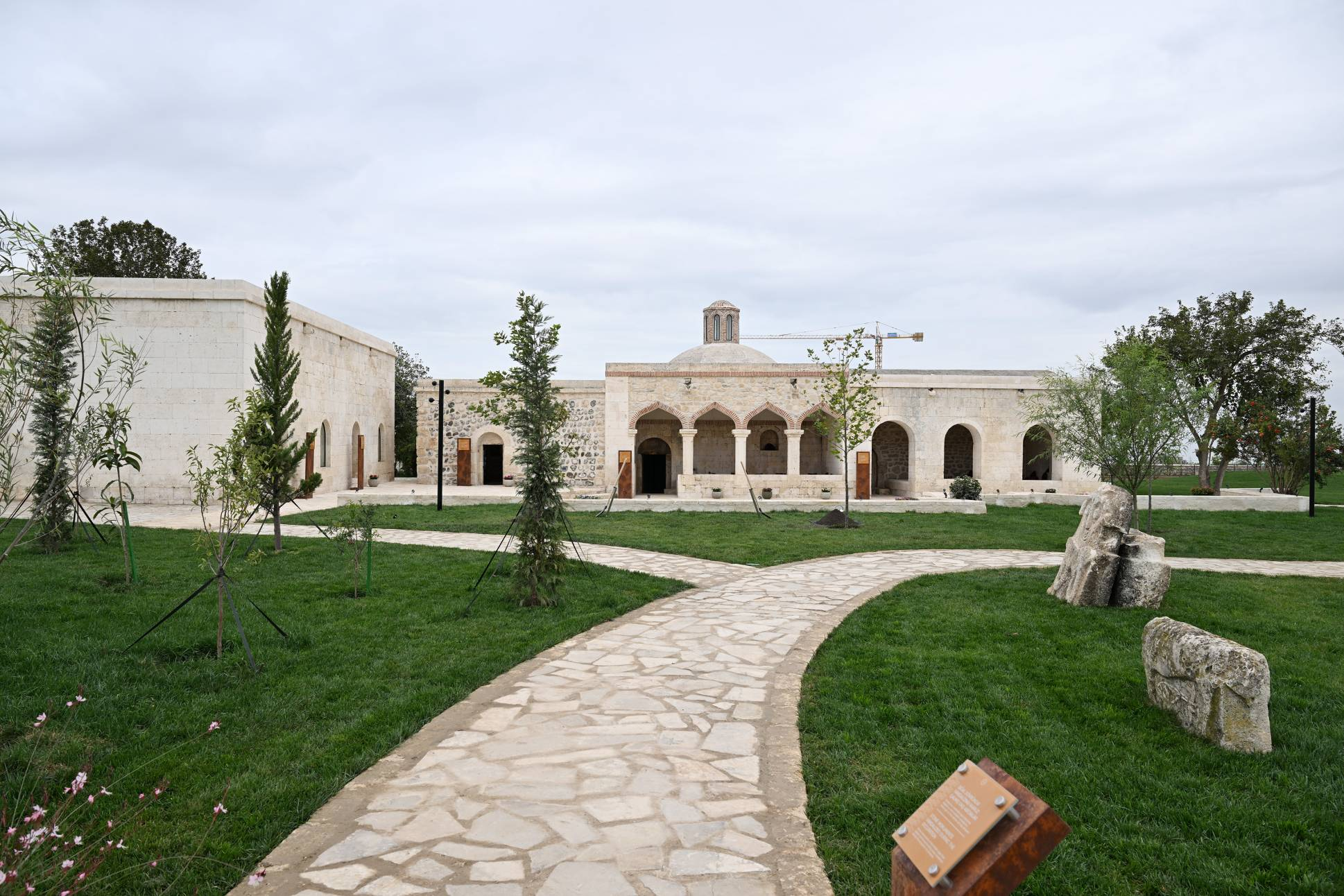
Комплекс «Имарет». Сентябрь 2024 года